# ماغي كاسيدي
ماغي كاسيدي هي رواية للكاتب الأمريكي جاك كيرواك، ونُشرت لأول مرة عام 1959، وتُعتبر إلى حد كبير بمثابة سيرة ذاتية لكيرواك عن مطلع حياته في لويل الواقعة في ماسيتشوستس، بين عامي 1938 و1939، وتسرد علاقته الواقعية في عمر المراهقة مع حبيبة قلبه ماري كاريني، وتُعد الرواية فريدة من نوعها بين أعمال كيرواك لأن أحداثها تدور في مدرسة ثانوية وشخصياتها في سن المراهقة، علماً أن كيرواك قد كتبها عام 1953 لكنها لم تُنشر حتى عام 1959، بعد نجاح رواية «على الطريق» (On the Road) عام 1957.
سُحبت النسخة الأصلية التي نشرتها دار أفون بوكس عام 1959 من الرفوف على الفور تقريباً، بسبب الاعتراضات على ألفاظ نابية في مقطع واحد معيّن في الرواية، فأُعيدت كتابة المقطع ونُشرت ماغي كاسيدي من جديد، رغم اعتراض كيرواك على هذه التغييرات، ولم تُنشر النسخة الأصلية الكاملة غير المعدلة حتى عام 2015، عندما استعادتها وكالة ديفولت-غريفس للطبعات الرقمية وأعادت نشرها.

## الحبكة
تروي ماغي كاسيدي حكاية جاك دولوز وعلاقته الرومانسية بالأيرلندية الأمريكية ماغي كاسيدي، كجزء مما اعتبره كيرواك أسطورة دولوز، فيكون جاك رياضياً ونجماً في كرة القدم في المدرسة الثانوية، ويلتقي ماغي ليبدآ علاقة حب مراهقة مخلصة ورقيقة ومتقلبة.

## الشخصيات
عادةً ما استوحى كيرواك شخصياته الخيالية من أصدقائه وعائلته، وأشار: «بسبب اعتراضات أوائل من نشروا أعمالي، لم يكن مسموحاً لي أن أستخدم ذات الأسماء في كل رواية.»

## توافه
- يذكّر أحد مشاهد ماغي كاسيدي كثيراً بمشهد في رواية آلام الشاب فيرتر، ففي رواية كيرواك، تثور عاصفة في الخارج أثناء حفلة نُظمّت احتفالاً بعيد ميلاد جاك دولوز السابع عشر، وتحدد الحفلة بدء انفصال جاك عن ماغي، في المقابل يلتقي فيرتر حبيبته لوته لأول مرة في حفل راقص في الريف بينما تتحرك عاصفة (تنذر بنهاية فيرتر) في الخارج، ومن المعروف عن كيرواك أنه كان يقرأ لغوته.[5][6]
- يردد الاسم الخيالي لحبيبة كيرواك اسم نيل كاسادي، وهو ذاته دين موريارتي، الشخصية الرئيسية في رواية كيرواك «على الطريق»، وقد قصد كيرواك أن يكون الكتابان جزءاً لحياة واحدة، فهما يشكلان مع كتب أخرى، مثل الساكنون تحت الأرض ومتشردو الدارما أسطورة دولوز التي قارنها كيرواك مع بحثاً عن الزمن المفقود لبراوست، وحسب كيرواك: «بفارق أن ذكرياتي كتبتها وأنا أعيش حياتي، وليس تباعاً على فراش المرض.»[7]